# Beotarca
Un beotarca (in greco antico: βοιωτάρχης?, boiotàrches) era un magistrato appartenente alla lega beotica con funzioni esecutive, militari e diplomatiche.

## Storia
La figura del beotarca si trova nella costituzione del 424 a.C., creata dopo che la battaglia di Delio (424 a.C.) aveva liberato le città della Beozia dall'egemonia ateniese: il consiglio era costituito in età classica da undici beotarchi, uno per ciascun distretto, eletti democraticamente tra gli appartenenti all'aristocrazia terriera. La durata della carica era annuale.
Nel corso del IV secolo a.C., i personaggi più famosi che ricoprirono questa carica furono Epaminonda e Pelopida. Nell'età dell'egemonia tebana (371-362 a.C.), i beotarchi furono sette, come confermato da fonti epigrafiche di questi anni. Non è dato sapere se in questi anni i beotarchi fossero tutti tebani o se altre città potessero eleggere una propria figura al rango di beotarca.